# Emmanuelle Wargon

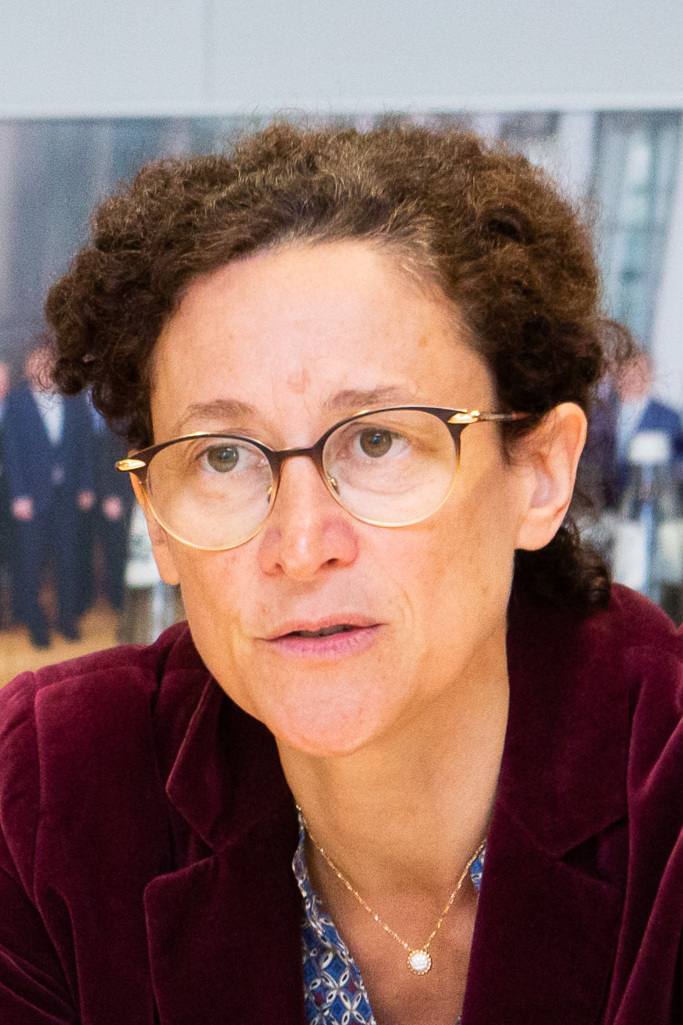
Emmanuelle Wargon

Emmanuelle Wargon, geborene Emmanuelle Stoléru, (* 24. Februar 1971 in Neuilly-sur-Seine) ist eine hochrangige französische Beamtin, Lobbyistin und Politikerin.
Nachdem sie verschiedene Verwaltungspositionen im Gesundheitsministerium innegehabt hatte, wechselte sie als Direktorin für Kommunikation und öffentliche Angelegenheiten zur Danone-Gruppe, was sie zu Industrielobbyistenaktivitäten, unter anderem zu Umweltthemen, führte. Am 16. Oktober 2018 wurde sie zur stellvertretenden Ministerin für Wohnungsbau beim Minister für ökologischen und solidarischen Wandel ernannt. Am 6. Juli 2020 wurde der für Wohnungsbau zuständige Minister der Regierung Jean Castex ernannt.
Emmanuelle Wargon absolvierte die HEC Paris, das Sciences Po Paris und die ENA.